# Empelathra choria
Empelathra choria là một loài bướm đêm trong họ Noctuidae.